# キンカン素人民謡名人戦

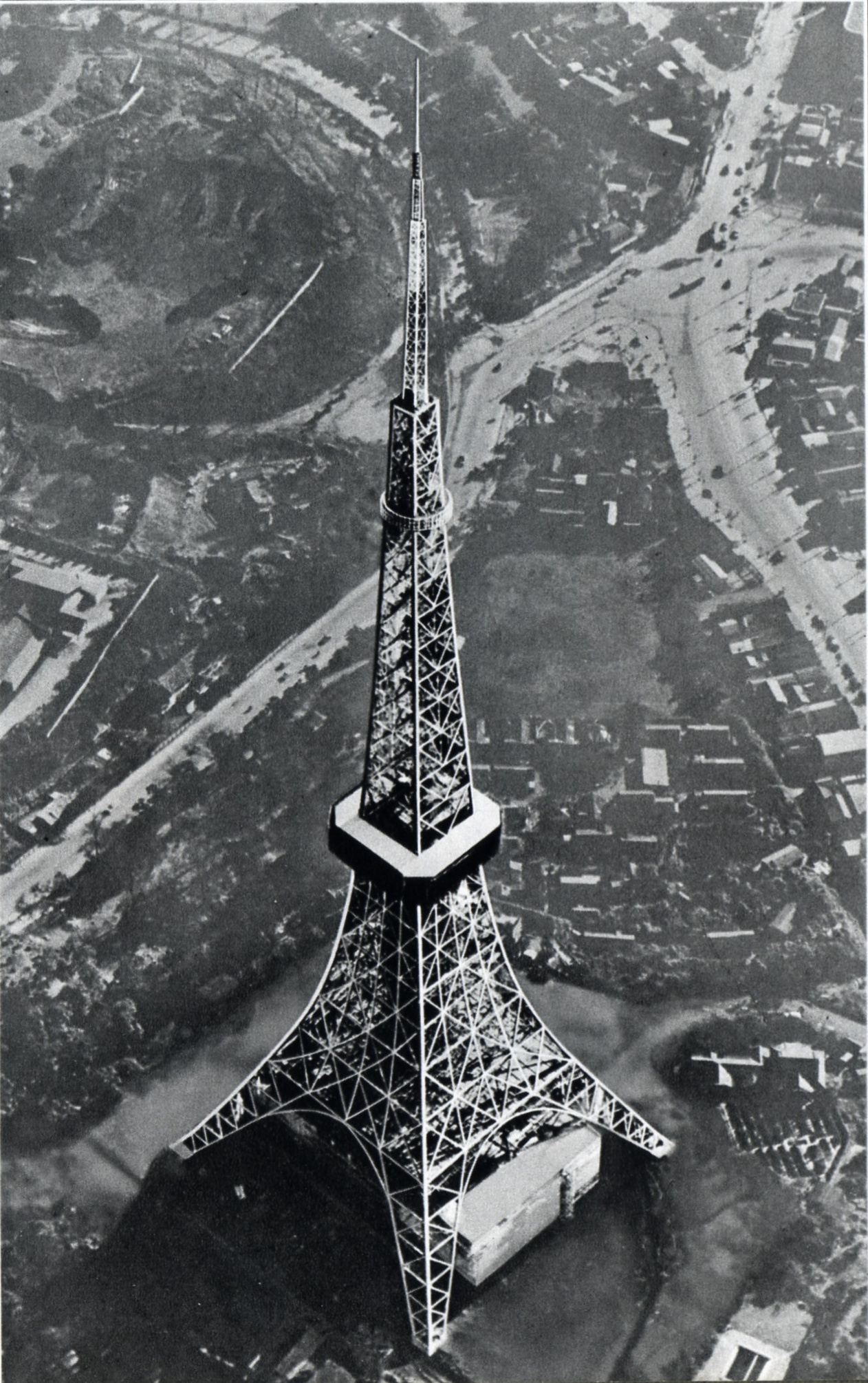
番組使用のサテライトスタジオがあった東京タワー（写真は番組がスタートした1961年当時のもの）

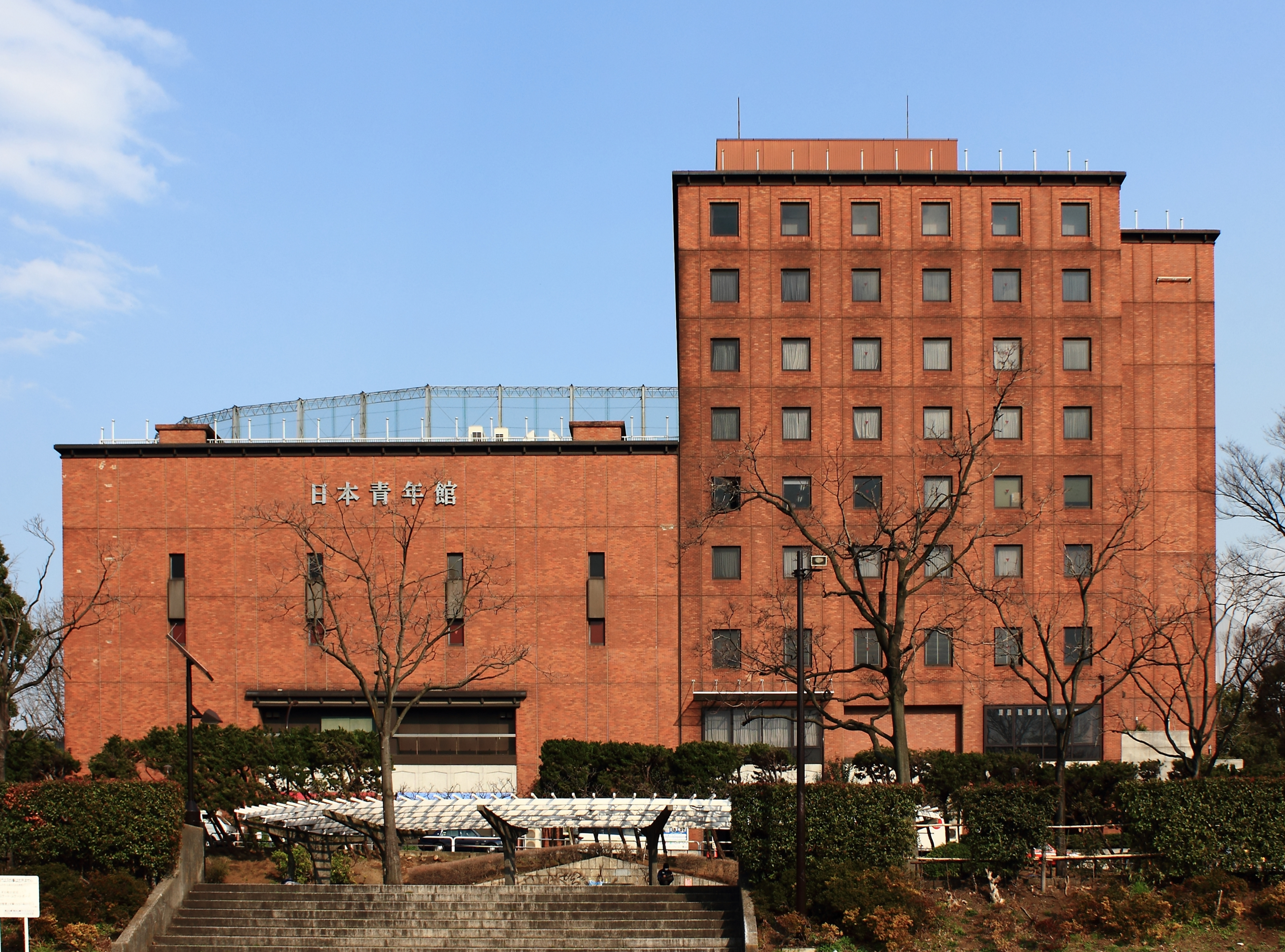
決勝大会の収録が行われた日本青年館（写真は2012年当時のもの）

『キンカン素人民謡名人戦』（キンカンしろうとみんようめいじんせん）は、1961年2月14日から1993年5月29日までフジテレビ系列で放送されていた歌謡番組である。金冠堂（キンカン本舗）の一社提供。当初はモノクロ映像・モノラル音声放送だったが、映像は1972年3月4日からカラー放送に、音声は1989年12月2日にステレオ放送となった。
本項では、後継番組の『キンカン民謡セレクション』（キンカンみんようセレクション）、『キンカン民謡ふるさとめぐり』（キンカンみんようふるさとめぐり）についても記す。

## 概要
出場者たちが民謡を披露していた視聴者参加型の歌合戦番組。
番組開始のきっかけは金冠堂の創業者・山﨑榮二が民謡好きであったことによるもので、山﨑はスタジオの観客席中央に必ず座っていた。1988年5月に山﨑が死去した後、山﨑の長男で金冠堂2代目社長（当時）の山﨑寅（すすむ）が替わって番組終了まで観客席に座っていた。
当初は当時東京タワーにあったサテライトスタジオからの公開生放送であったが、新宿区河田町にあったフジテレビ本社・放送センターからの録画放送（撮って出し）となった。フジテレビスタジオになってからも生放送の時もあり、ニュースが入った時には、ニュースを司会の鈴木ヤスシが原稿を読んで伝えていたこともあった（遠東航空103便墜落事故の第一報）。東京タワー時代は白黒放送であったが、1972年3月4日から河田町本社からの放送に移ってからはカラー放送となった（その為、当番組はフジテレビの自主制作番組の中でのカラー化は、最も遅い方となった）。また、半年に一度の「決勝大会」は日本青年館での公開録画であった。
また、当初は火曜14:00枠で放送されていたが、後に土曜14:00枠での放送になり、さらに土曜午前枠（10:00 → 11:00 → 8:00）を転々とした。もともと平日14時台には、東京タワー内のサテライトスタジオから放送する、クイズを中心にした日替わりバラエティ『タワーバラエティ』（フジテレビが開局した年である1959年から放送）が放送されており、本番組もそのうちの一本であった。1969年4月より全番組を『勝抜きスピードクイズ』に統一して帯形式にすることになり、番組は土曜14:00枠へ移動した。なお『タワーバラエティ』は、その後も1971年4月に『スーパーバラエティ』と改題した上で続けられた。
番組テーマ曲は、キンカンのCMソング「キンカンの唄」（歌：雪村いづみ、ダークダックス / 作詞：藤浦洸 / 作曲：服部正）をアレンジしたもので、歌は入っていなかった。ただし、三和完児が司会を務めていた時代（末期を除く）にはオープニングで歌入りヴァージョンのものが流され、それに合わせて出演者や審査員がお辞儀をする演出があった。1988年3月31日放送の特別番組『フジテレビ30年史』において、当時のフジテレビ最長放送期間番組としてこの番組が取り上げられた際にこのシーンが放送された。
1989年4月、番組は土曜10時台にワイドショー『THE WEEK』がスタートするのを受けて土曜11:00枠へ移動。さらに1992年4月には『THE WEEK』が11時30分にまで拡大することになったために土曜8:00枠へ移動するものの、番組改編期でもない1993年5月に60人目の（番組が設定する）名人位が出たのを機に終了した。このタイトルでの放送期間は32年3か月に及んでおり、1996年に同じく長寿番組である『ミュージックフェア』が塗り替えるまではフジテレビでは最長記録であった。
1993年6月5日からは『キンカン民謡セレクション』と題し、民謡歌手のライブに特化した内容へと移行し1994年10月7日からは金曜16:00枠での放送となったが（ネット局の一部では別の時間帯に放送）、1994年12月16日終了。1995年1月6日に再リニューアルを実施しタイトルも『キンカン民謡ふるさとめぐり』に変更した。そして、1995年9月29日に放送された『キンカン民謡ふるさとめぐり』の最終回をもって、金冠堂提供の民謡番組シリーズは34年7か月間の歴史に幕を下ろした。
神奈川県横浜市にある放送ライブラリーには、第14回日本民間放送連盟賞視聴者参加番組部門優秀銅賞を受賞した1986年4月26日放送分の映像が保存されており、無料で視聴できる。

## 番組内容

### ルール
毎回6人の出場者たち（出場者の胸元には、各々の地元にあるFNS系列局のロゴマークを象ったバッジが付けられていた）が民謡で自慢ののどを競いあい、それを4人の審査員たちが審査・採点。合計得点の高い者上位2人が勝ち抜けとなり、さらに月末に行われる準決勝で1人に絞られた。勝ち残った出場者は半年に一度行われる決勝大会に参加し、頂点である「名人位」（グランドチャンピオン）を達成すると賞状とゴールデントロフィーが授与された。
審査員それぞれの持ち点は、予選では10点（計40点満点）、準決勝では15点（計60点満点）であった。審査結果の発表は、三和完児時代には出場者たちが歌い終えた直後に行われていたが、鈴木ヤスシ時代と江戸家小猫（後の四代目江戸家猫八）時代には番組最後に行われていた。なお鈴木時代には、一時期スタジオの観客も審査に加わっていた。
夏休みには子供たちが出場する子供特集を行っていたが、こちらは即戦即決方式であった。

### ゲストコーナー
審査の集計中にゲストの民謡歌手が自身の歌を披露した。また、決勝大会の翌週にはゲスト大会も行われた。

### 飛び入りコーナー
ゲストコーナーと審査発表の間に行われた、スタジオの一般観覧者によるのど自慢コーナー。太鼓が鳴ったら合格となり、本戦へ出場できる。鉦が鳴った場合には不合格。また鈴木時代には、全員が不合格の時に合格のたすきを床に叩き付けていたことがある。

### エンディング
三和時代には、三和が早口で「肩こり・神経痛にキンカン、虫刺され・痒み止めにキンカンでお馴染みのキンカン本舗がお送りしましたキンカン素人民謡名人戦！では、また来週！ごきげんよう！」とコール→客席から拍手→観客席に画面が切り替わり、客席の山﨑榮二（寅）社長がカメラに向かってお辞儀→キンカンのCM→提供クレジット…という流れであった。三和が番組を途中降板してからも、エンディングの挨拶の後の観客拍手から提供クレジットまでの流れは変わらなかった。
提供クレジットの表示中には、フジテレビのアナウンサーが「この番組は、ご家庭の常備薬キンカン、キンカン本舗の提供でお送りいたしました。キンカン素人民謡名人戦を終わります」と言っていた。その際の画面上は、「キンカン素人民謡名人戦 終 フジテレビ」のエンドカードであった。末期には、スタジオをバックに「キンカン素人民謡名人戦 終 フジテレビ」のテロップが映し出された。

## 歴代司会者
| 期間      | 期間      | 司会者              |
| --------- | --------- | ------------------- |
| 1961.2.14 | 1961.?    | 青空千夜・一夜      |
| 1961.?    | 1976.3    | 三和完児            |
| 1976.4    | 1976.6    | （週替わり）        |
| 1976.7    | 1985.3    | 鈴木ヤスシ          |
| 1985.4    | 1993.5.29 | 江戸家小猫          |
| 1993.6.5  | 1994.9.24 | 大石吾朗 西山喜久恵 |
| 1994.10.7 | 1995.9.29 | 吉村明宏 筒井櫻子   |

三和が番組を途中降板した後、1976年4月から同年6月まで桂米丸、高崎一郎、鈴木ヤスシ、三代目江戸家猫八、多々良純、獅子てんや・瀬戸わんやなどが輪番で司会を務めていた。
三和時代には小林節子（当時フジテレビアナウンサー）が、小猫時代にはゆずき香乃→江戸家まねき猫がアシスタントを務めていた。

## 放送時間
※放送時間はすべて日本時間 (JST) で記す。
| 期間      | 期間      | 放送時間           |
| --------- | --------- | ------------------ |
| 1961.2.14 | 1967.9    | 火曜 14:00 - 14:40 |
| 1967.10   | 1969.3    | 火曜 14:00 - 14:30 |
| 1969.4    | 1982.9.25 | 土曜 14:00 - 14:30 |
| 1982.10.2 | 1989.3.25 | 土曜 10:00 - 10:30 |
| 1989.4.1  | 1992.3.28 | 土曜 11:00 - 11:30 |
| 1992.4.4  | 1994.9.24 | 土曜 8:00 - 8:30   |
| 1994.10.7 | 1995.9.29 | 金曜 16:00 - 16:30 |

## 審査員（素人民謡名人戦）
- 町田佳声（初代審査委員長）
- 掛川尚雄
- 佐藤松子（二代目審査委員長）
- 小島美子
- 佐々木久子
- 三隅治雄
- ほか

## 出場経験のある歌手
- 浅野優子
- 小山みつな
- 城之内早苗
- 田村雅子
- 長山洋子
- 福本えみ
- 道高むつ子
- 石川きよ美
- 山本ナツ子
- 松田とみ
- 篝妙樹
- 金子友紀
- ほか

## 放送局
系列は番組放送当時のものではなく、各局が現在加盟している系列。
| 放送対象地域            | 放送局             | 系列                                         | 備考 |
| ----------------------- | ------------------ | -------------------------------------------- | --- |
| 関東広域圏              | フジテレビ         | フジテレビ系列                               | 製作局 |
| 北海道                  | 北海道放送         | TBS系列                                      | 1961年6月6日から1964年3月までネット。 |
| 北海道                  | 札幌テレビ         | 日本テレビ系列                               | 1964年4月から北海道文化放送が開局後も1972年12月30日まで放送。 1972年3月まではフジテレビ系列とのクロスネット局。                                                 |
| 北海道                  | 北海道文化放送     | フジテレビ系列                               | 1973年1月6日より札幌テレビから移行。 |
| 青森県                  | 青森放送           | 日本テレビ系列                               | |
| 岩手県                  | IBC岩手放送        | TBS系列                                      | 岩手めんこいテレビが開局するまでネット。 |
| 岩手県                  | 岩手めんこいテレビ | フジテレビ系列                               | 1991年4月の開局時からネット。 |
| 秋田県                  | 秋田放送           | 日本テレビ系列                               | |
| 秋田県                  | 秋田テレビ         | フジテレビ系列                               | |
| 山形県                  | 山形放送           | 日本テレビ系列                               | 山形テレビが開局するまでネット。 |
| 山形県                  | 山形テレビ         | テレビ朝日系列                               | 1993年3月までネット。 |
| 山形県                  | テレビユー山形     | TBS系列                                      | 1993年4月から2か月間だけネット。『キンカン民謡セレクション』以降も放送。                                                                                        |
| 宮城県                  | 仙台放送           | フジテレビ系列                               | |
| 福島県                  | 福島テレビ         | フジテレビ系列                               | 1964年11月から1970年3月まで放送。 1964年11月から1968年9月までは同時ネット。 1968年10月から1970年3月までは土曜 12:10 - 12:40に放送。 1971年10月2日から放送再開。 |
| 福島県                  | 福島中央テレビ     | 日本テレビ系列                               | 1970年4月4日 - 1971年9月25日に同時ネットで放送。。 |
| 山梨県                  | 山梨放送           | 日本テレビ系列                               | |
| 新潟県                  | 新潟放送           | TBS系列                                      | 新潟総合テレビが開局するまでネット。 |
| 新潟県                  | 新潟総合テレビ     | フジテレビ系列                               | 1968年12月の開局時からネット。 |
| 長野県                  | 長野放送           | フジテレビ系列                               | 1969年4月の開局時からネット。 |
| 静岡県                  | 静岡放送           | TBS系列                                      | テレビ静岡に移行するまでネット。 |
| 静岡県                  | テレビ静岡         | フジテレビ系列                               | 1969年4月からネット。 |
| 富山県                  | 北日本放送         | 日本テレビ系列                               | 富山テレビ開局直前の1969年3月29日までネット（終了時点では土曜 15:45 - 16:15）。                                                                                 |
| 富山県                  | 富山テレビ         | フジテレビ系列                               | 開局後の1969年4月5日から同時ネット。 |
| 石川県                  | 北陸放送           | TBS系列                                      | 石川テレビ開局直前の1969年3月29日までネット（終了時点では土曜 14:00 - 14:30）                                                                                   |
| 石川県                  | 石川テレビ         | フジテレビ系列                               | 開局後の1969年4月5日から同時ネット |
| 福井県                  | 福井放送           | 日本テレビ系列 テレビ朝日系列                | 福井テレビ1969年9月27日までネット（終了時点では『タワーバラエティ』の名称で土曜 14:00 - 14:30）                                                                 |
| 福井県                  | 福井テレビ         | フジテレビ系列                               | |
| 中京広域圏              | 東海テレビ         | フジテレビ系列                               | |
| 近畿広域圏              | 関西テレビ         | フジテレビ系列                               | |
| 鳥取県                  | 日本海テレビ       | 日本テレビ系列                               | 1972年9月までは（フジテレビ系列・NETテレビ系列）とのクロスネット局で、放送対象地域は鳥取県のみ。 同年10月の相互乗り入れにより打ち切り、山陰中央テレビに一本化。 |
| 島根県 ↓ 島根県・鳥取県 | 山陰中央テレビ     | フジテレビ系列                               | 1972年9月までの放送対象地域は島根県のみ。 1972年9月からは鳥取県でも放送。                                                                                       |
| 岡山県                  | 山陽放送           | TBS系列                                      | |
| 岡山県 ↓ 岡山県・香川県 | 岡山放送           | フジテレビ系列                               | 1979年3月までの放送対象地域は岡山県のみ。 1979年4月からは香川県でも放送。                                                                                       |
| 広島県                  | 中国放送           | TBS系列                                      | 広島テレビの開局後もしばらくの間ネット。 |
| 広島県                  | 広島テレビ         | 日本テレビ系列                               | 1975年9月まではフジテレビ系列とのクロスネット局。 テレビ新広島が開局するまでネット。                                                                            |
| 広島県                  | テレビ新広島       | フジテレビ系列                               | 1975年10月の開局時からネット。 |
| 山口県                  | 山口放送           | 日本テレビ系列                               | 途中打ち切り。 |
| 香川県                  | 西日本放送         | 日本テレビ系列                               | 1979年3月までの放送エリアは香川県のみ。 1979年3月に岡山放送が岡山・香川の電波相互乗り入れを行うまでネット。                                                     |
| 香川県                  | 瀬戸内海放送       | テレビ朝日系列                               | 編成により、西日本放送から移行していた時期あり。 1969年10月18日時点では土曜14:00 - 14:30の枠で放送。                                                            |
| 徳島県                  | 四国放送           | 日本テレビ系列                               | 途中打ち切り。 |
| 愛媛県                  | 南海放送           | 日本テレビ系列                               | テレビ愛媛が開局するまでネット。 |
| 愛媛県                  | テレビ愛媛         | フジテレビ系列                               | 1969年12月の開局時からネット。 |
| 高知県                  | 高知放送           | 日本テレビ系列                               | 途中打ち切り。 |
| 福岡県                  | テレビ西日本       | フジテレビ系列                               | |
| 佐賀県                  | サガテレビ         | フジテレビ系列                               | 1969年4月の開局時からネット。 |
| 長崎県                  | テレビ長崎         | フジテレビ系列                               | 1969年4月の開局時からネット。 |
| 熊本県                  | テレビ熊本         | フジテレビ系列                               | 1969年4月の開局時からネット。 |
| 大分県                  | 大分放送           | TBS系列                                      | [ 注 5 ] |
| 宮崎県                  | 宮崎放送           | TBS系列                                      | テレビ宮崎が開局するまでネット。 |
| 宮崎県                  | テレビ宮崎         | フジテレビ系列 日本テレビ系列 テレビ朝日系列 | 1970年4月の開局時からネット。 |
| 鹿児島県                | 南日本放送         | TBS系列                                      | 1992年9月26日に打ち切り |
| 鹿児島県                | 鹿児島テレビ       | フジテレビ系列                               | 1994年4月2日に『民謡セレクション』の放送を開始。 |
| 沖縄県                  | 沖縄テレビ         | フジテレビ系列                               | 途中打ち切り。 |